# Hacqueville
Hacqueville település Franciaországban, Eure megyében. Lakosainak száma 403 fő (2022. január 1.). Hacqueville Étrépagny, Farceaux, Richeville, Sainte-Marie-de-Vatimesnil és Le Thil községekkel határos.

## Népesség
A település népességének változása:
| Lakosok száma | 378  | 322  | 368  | 455  | 451  | 446  | 438  | 426  | 420  | 403  |
|               | 1968 | 1982 | 1990 | 2006 | 2013 | 2015 | 2017 | 2019 | 2020 | 2022 |